# Internazionali d'Italia 2025
Gli Internazionali d'Italia 2025, ufficialmente Internazionali BNL d'Italia per motivi di sponsorizzazione, sono stati un torneo di tennis giocato sulla terra rossa. È stata la 82ª edizione degli Internazionali d'Italia, facente parte della categoria ATP Tour Masters 1000 nell'ambito dell'ATP Tour 2025 e della categoria WTA 1000 nell'ambito del WTA Tour 2025. Sia il torneo maschile sia quello femminile si sono giocati al Foro Italico di Roma, in Italia, dal 6 al 19 maggio 2025.
Per questa edizione del torneo l'impianto del Foro Italico ò stato ampliato passando da 12 a 20 ettari. All'interno dell'adiacente Stadio dei Marmi Pietro Mennea sono stati provvisoriamente inseriti per la prima volta la SuperTennis Arena, uno stadio con una capienza di 3.000 spettatori, e altri due campi da tennis aventi ciascuno gradinate da 900 posti. Il tutto viene smontato alla fine del torneo. Sono stati inoltre aggiunti nuovi campi da gioco e di allenamento e nuove strutture dedicate ai tennisti e all'intrattenimento degli spettatori.

## Partecipanti ATP singolare

### Teste di serie
| Nazionalità | Giocatore                   | Ranking* | Testa di serie |
| ----------- | --------------------------- | -------- | -------------- |
| Italia      | Jannik Sinner               | 1        | 1              |
| Germania    | Alexander Zverev            | 2        | 2              |
| Spagna      | Carlos Alcaraz              | 3        | 3              |
| Stati Uniti | Taylor Fritz                | 4        | 4              |
| Regno Unito | Jack Draper                 | 5        | 5              |
| Norvegia    | Casper Ruud                 | 7        | 6              |
| Australia   | Alex de Minaur              | 8        | 7              |
| Italia      | Lorenzo Musetti             | 9        | 8              |
| Danimarca   | Holger Rune                 | 10       | 9              |
|             | Daniil Medvedev             | 11       | 10             |
| Stati Uniti | Tommy Paul                  | 12       | 11             |
| Stati Uniti | Ben Shelton                 | 13       | 12             |
| Francia     | Arthur Fils                 | 14       | 13             |
| Bulgaria    | Grigor Dimitrov             | 15       | 14             |
| Stati Uniti | Frances Tiafoe              | 16       | 15             |
|             | Andrej Rublëv               | 17       | 16             |
| Argentina   | Francisco Cerúndolo         | 18       | 17             |
| Grecia      | Stefanos Tsitsipas          | 19       | 18             |
| Rep. Ceca   | Tomáš Macháč                | 20       | 19             |
| Rep. Ceca   | Jakub Menšík                | 21       | 20             |
| Francia     | Ugo Humbert                 | 22       | 21             |
| Stati Uniti | Sebastian Korda             | 23       | 22             |
|             | Karen Chačanov              | 24       | 23             |
| Australia   | Alexei Popyrin              | 25       | 24             |
| Spagna      | Alejandro Davidovich Fokina | 26       | 25             |
| Canada      | Félix Auger-Aliassime       | 27       | 26             |
| Canada      | Denis Shapovalov            | 28       | 27             |
| Stati Uniti | Brandon Nakashima           | 29       | 28             |
| Polonia     | Hubert Hurkacz              | 30       | 29             |
| Italia      | Matteo Berrettini           | 31       | 30             |
| Stati Uniti | Alex Michelsen              | 32       | 31             |
| Argentina   | Sebastián Báez              | 33       | 32             |

* Ranking al 5 maggio 2025.

### Altri partecipanti
I seguenti giocatori hanno ricevuto una wildcard per il tabellone principale:
- Federico Cinà
- Fabio Fognini
- Matteo Gigante
- Luca Nardi
- Francesco Passaro

I seguenti giocatori sono entrati in tabellone con il ranking protetto:
- Reilly Opelka

I seguenti giocatori sono entrati nel tabellone principale passando dalle qualificazioni:

- Tomás Barrios Vera
- Román Andrés Burruchaga
- Tseng Chun-hsin
- Nicolas Moreno de Alboran
- Vilius Gaubas
- Vít Kopřiva
- Dušan Lajović
- Sebastian Ofner
- Aleksandr Ševčenko
- Thiago Seyboth Wild
- Carlos Taberner
- Otto Virtanen

I seguenti giocatori sono entrati in tabellone come lucky loser:
- Pablo Carreño Busta
- Jesper de Jong
- Cameron Norrie

### Ritiri
Prima del torneo
- Zizou Bergs → sostituito da  Cameron Norrie
- Benjamin Bonzi → sostituito da  Jesper de Jong
- Novak Đoković → sostituito da  Fábián Marozsán
- David Goffin → sostituito da  Aleksandar Vukic
- Gaël Monfils → sostituito da  Rinky Hijikata
- Kei Nishikori → sostituito da  Daniel Altmaier
- Shang Juncheng → sostituito da  Gabriel Diallo
- Jan-Lennard Struff → sostituito da  Pablo Carreño Busta
- Alejandro Tabilo → sostituito da  Christopher O'Connell
- Zhang Zhizhen → sostituito da  Hugo Gaston

## Partecipanti ATP doppio

### Teste di serie
| Nazionalità | Giocatore          | Nazionalità   | Giocatore        | Ranking* | Teste di serie |
| ----------- | ------------------ | ------------- | ---------------- | -------- | -------------- |
| El Salvador | Marcelo Arévalo    | Croazia       | Mate Pavić       | 2        | 1              |
| Finlandia   | Harri Heliövaara   | Regno Unito   | Henry Patten     | 7        | 2              |
| Germania    | Kevin Krawietz     | Germania      | Tim Pütz         | 13       | 3              |
| Italia      | Simone Bolelli     | Italia        | Andrea Vavassori | 17       | 4              |
| Spagna      | Marcel Granollers  | Argentina     | Horacio Zeballos | 21       | 5              |
| Croazia     | Nikola Mektić      | Nuova Zelanda | Michael Venus    | 29       | 6              |
| Stati Uniti | Christian Harrison | Stati Uniti   | Evan King        | 38       | 7              |
| Argentina   | Máximo González    | Argentina     | Andrés Molteni   | 40       | 8              |

* Ranking al 5 maggio 2025.

### Altri partecipanti
Le seguenti coppie di giocatori hanno ricevuto una wildcard per il tabellone principale:
- Mattia Bellucci /  Filippo Romano
- Jacopo Berrettini /  Matteo Berrettini
- Federico Bondioli /  Carlo Alberto Caniato

Le seguenti coppie di giocatori sono entrate in tabellone come alternate:
- Guido Andreozzi /  Théo Arribagé
- Sander Arends /  Luke Johnson
- Romain Arneodo /  Manuel Guinard
- Marcos Giron /  Fernando Romboli
- Alex Michelsen /  Learner Tien

### Ritiri
Prima del torneo
- Julian Cash /  Lloyd Glasspool → sostituiti da  Julian Cash /  Lucas Miedler
- Alejandro Davidovich Fokina /  Arthur Fils → sostituiti da  Guido Andreozzi /  Théo Arribagé
- Máximo González /  Andrés Molteni → sostituiti da  Marcos Giron /  Fernando Romboli
- Miomir Kecmanović /  Brandon Nakashima → sostituiti da  Sander Arends /  Luke Johnson
- Hugo Nys /  Édouard Roger-Vasselin → sostituiti da  Ariel Behar /  Hugo Nys
- Reilly Opelka /  Tommy Paul → sostituiti da  Romain Arneodo /  Manuel Guinard
- John-Patrick Smith /  Jordan Thompson → sostituiti da  Alex Michelsen /  Learner Tien

## Partecipanti singolare WTA

### Teste di serie
| Nazionalità | Giocatrice             | Ranking* | Testa di serie |
| ----------- | ---------------------- | -------- | -------------- |
|             | Aryna Sabalenka        | 1        | 1              |
| Polonia     | Iga Świątek            | 2        | 2              |
| Stati Uniti | Jessica Pegula         | 4        | 3              |
| Stati Uniti | Coco Gauff             | 3        | 4              |
| Stati Uniti | Madison Keys           | 6        | 5              |
| Italia      | Jasmine Paolini        | 5        | 6              |
|             | Mirra Andreeva         | 7        | 7              |
| Cina        | Zheng Qinwen           | 8        | 8              |
| Spagna      | Paula Badosa           | 10       | 9              |
| Stati Uniti | Emma Navarro           | 9        | 10             |
| Kazakistan  | Elena Rybakina         | 12       | 11             |
| Rep. Ceca   | Karolína Muchová       | 13       | 12             |
|             | Diana Šnajder          | 11       | 13             |
| Australia   | Daria Kasatkina        | 15       | 14             |
| Stati Uniti | Amanda Anisimova       | 17       | 15             |
| Ucraina     | Elina Svitolina        | 14       | 16             |
| Lettonia    | Jeļena Ostapenko       | 18       | 17             |
| Brasile     | Beatriz Haddad Maia    | 22       | 18             |
|             | Ljudmila Samsonova     | 21       | 19             |
| Croazia     | Donna Vekić            | 19       | 20             |
|             | Ekaterina Aleksandrova | 20       | 21             |
| Danimarca   | Clara Tauson           | 23       | 22             |
| Kazakistan  | Julija Putinceva       | 29       | 23             |
| Canada      | Leylah Fernandez       | 26       | 24             |
| Belgio      | Elise Mertens          | 24       | 25             |
| Polonia     | Magdalena Fręch        | 25       | 26             |
| Tunisia     | Ons Jabeur             | 36       | 27             |
|             | Anna Kalinskaja        | 28       | 28             |
| Stati Uniti | Danielle Collins       | 35       | 29             |
| Rep. Ceca   | Linda Nosková          | 30       | 30             |
| Stati Uniti | Sofia Kenin            | 31       | 31             |
| Polonia     | Magda Linette          | 32       | 32             |

* Ranking al 5 maggio 2025.

### Altre partecipanti
Le seguenti giocatrici hanno ricevuto una wild card per il tabellone principale:
- Nuria Brancaccio
- Elisabetta Cocciaretto
- Sara Errani
- Tyra Caterina Grant
- Giorgia Pedone
- Lucrezia Stefanini
- Federica Urgesi
- Arianna Zucchini

Le seguenti giocatrici sono entrate in tabellone con il ranking protetto:
- Bianca Andreescu
- Sorana Cîrstea
- Petra Kvitová
- Anastasija Sevastova

Le seguenti giocatrici sono entrate nel tabellone principale passando dalle qualificazioni:

- Emiliana Arango
- Hailey Baptiste
- Anna Blinkova
- Anna Bondár
- Maya Joint
- Victoria Mboko
- Arantxa Rus
- Elena-Gabriela Ruse
- Antonia Ružić
- Maria Sakkarī
- Ajla Tomljanovic
- Katie Volynets

Le seguenti giocatrici sono entrate in tabellone come lucky loser:
- Olivia Gadecki
- Viktorija Golubic
- Kamilla Rachimova
- Laura Siegemund
- Jil Teichmann

### Ritiri
Prima del torneo
- Ekaterina Aleksandrova → sostituita da  Jil Teichmann
- Paula Badosa → sostituita da  Viktorija Golubic
- Sorana Cîrstea → sostituita da  Olivia Gadecki
- Anhelina Kalinina → sostituita da  Irina-Camelia Begu
- Barbora Krejčiková → sostituita da  Caroline Dolehide
- Karolína Muchová → sostituita da  Laura Siegemund
- Markéta Vondroušová → sostituita da  Kamilla Rachimova

## Partecipanti doppio WTA

### Teste di serie
| Nazione       | Giocatrice         | Nazione       | Giocatrice       | Ranking* | Testa di serie |
| ------------- | ------------------ | ------------- | ---------------- | -------- | -------------- |
| Canada        | Gabriela Dabrowski | Nuova Zelanda | Erin Routliffe   | 8        | 1              |
| Rep. Ceca     | Kateřina Siniaková | Cina          | Zhang Shuai      | 11       | 2              |
| Italia        | Sara Errani        | Italia        | Jasmine Paolini  | 12       | 3              |
| Taipei cinese | Hsieh Su-wei       | Lettonia      | Jeļena Ostapenko | 15       | 4              |
| Stati Uniti   | Caroline Dolehide  | Stati Uniti   | Desirae Krawczyk | 25       | 5              |
|               | Mirra Andreeva     |               | Diana Šnajder    | 31       | 6              |
| Kazakistan    | Anna Danilina      |               | Irina Chromačëva | 32       | 7              |
| Stati Uniti   | Asia Muhammad      | Paesi Bassi   | Demi Schuurs     | 32       | 8              |

- Ranking al 5 maggio 2025.

### Altre partecipanti
Le seguenti coppie di giocatrici hanno ricevuto una wild card per il tabellone principale:
- Lucia Bronzetti /  Elisabetta Cocciaretto
- Alexandra Eala /  Coco Gauff
- Tyra Caterina Grant /  Lisa Pigato

La seguente coppia di giocatrici è subentrata in tabellone come alternate:
- Ulrikke Eikeri /  Eri Hozumi

### Ritiri
Prima del torneo
- Beatriz Haddad Maia /  Laura Siegemund → sostituite da  Ulrikke Eikeri /  Eri Hozumi

## Punti
| Torneo              | V    | F   | SF  | QF  | 4T   | 3T   | 2T  | 1T | Q    | Q2   | Q1   |
| Singolare maschile  | 1000 | 650 | 400 | 200 | 100  | 50   | 30* | 10 | 20   | 10   | 0    |
| Doppio maschile     | 1000 | 600 | 360 | 180 | N.D. | N.D. | 90  | 0  | N.D. | N.D. | N.D. |
| Singolare femminile | 1000 | 650 | 390 | 215 | 120  | 65   | 35* | 10 | 30   | 20   | 2    |
| Doppio femminile    | 1000 | 650 | 390 | 215 | N.D. | N.D. | 120 | 10 | N.D. | N.D. | N.D. |

* I giocatori con un bye ricevono i punti del primo turno.

## Montepremi
| Torneo              | V        | F        | SF       | QF       | 4T      | 3T      | 2T      | 1T      | Q2      | Q1     |
| Singolare maschile  | 985030 € | 523870 € | 291040 € | 165670 € | 90445 € | 52925 € | 30895 € | 20820 € | 12090 € | 6270 € |
| Singolare femminile | 877390 € | 456735 € | 240380 € | 124700 € | 66110 € | 38313 € | 21215 € | 13150 € | 10015 € | 5260 € |
| Doppio maschile*    | 400560 € | 212060 € | 113880 € | 56950 €  | N.D.    | N.D.    | 30540 € | 16690 € | N.D.    | N.D.   |
| Doppio femminile*   | 306500 € | 162260 € | 87140 €  | 43560 €  | N.D.    | N.D.    | 23290 € | 12770 € | N.D.    | N.D.   |

*per team

## Campioni

### Singolare maschile
Carlos Alcaraz ha sconfitto in finale  Jannik Sinner con il punteggio di 7-6(5), 6-1.

### Singolare femminile
Jasmine Paolini ha sconfitto in finale  Coco Gauff con il punteggio di 6-4, 6-2.

### Doppio maschile
Marcelo Arévalo /  Mate Pavić hanno sconfitto in finale  Sadio Doumbia /  Fabien Reboul con il punteggio di 6-4, 6(8)-7, [13-11].

### Doppio femminile
Sara Errani /  Jasmine Paolini hanno sconfitto in finale  Veronika Kudermetova /  Elise Mertens con il punteggio di 6-4, 7-5.